# 戈丁陨石坑
戈丁陨石坑（Godin）是月球正面位于静海与中央湾之间高地上一座大型的年轻撞击坑，约形成于哥白尼纪，其名称取名自法国科学院院士、天文学家路易·戈丹（1704年—1760年），1935年被国际天文联合会批准接受。

## 描述

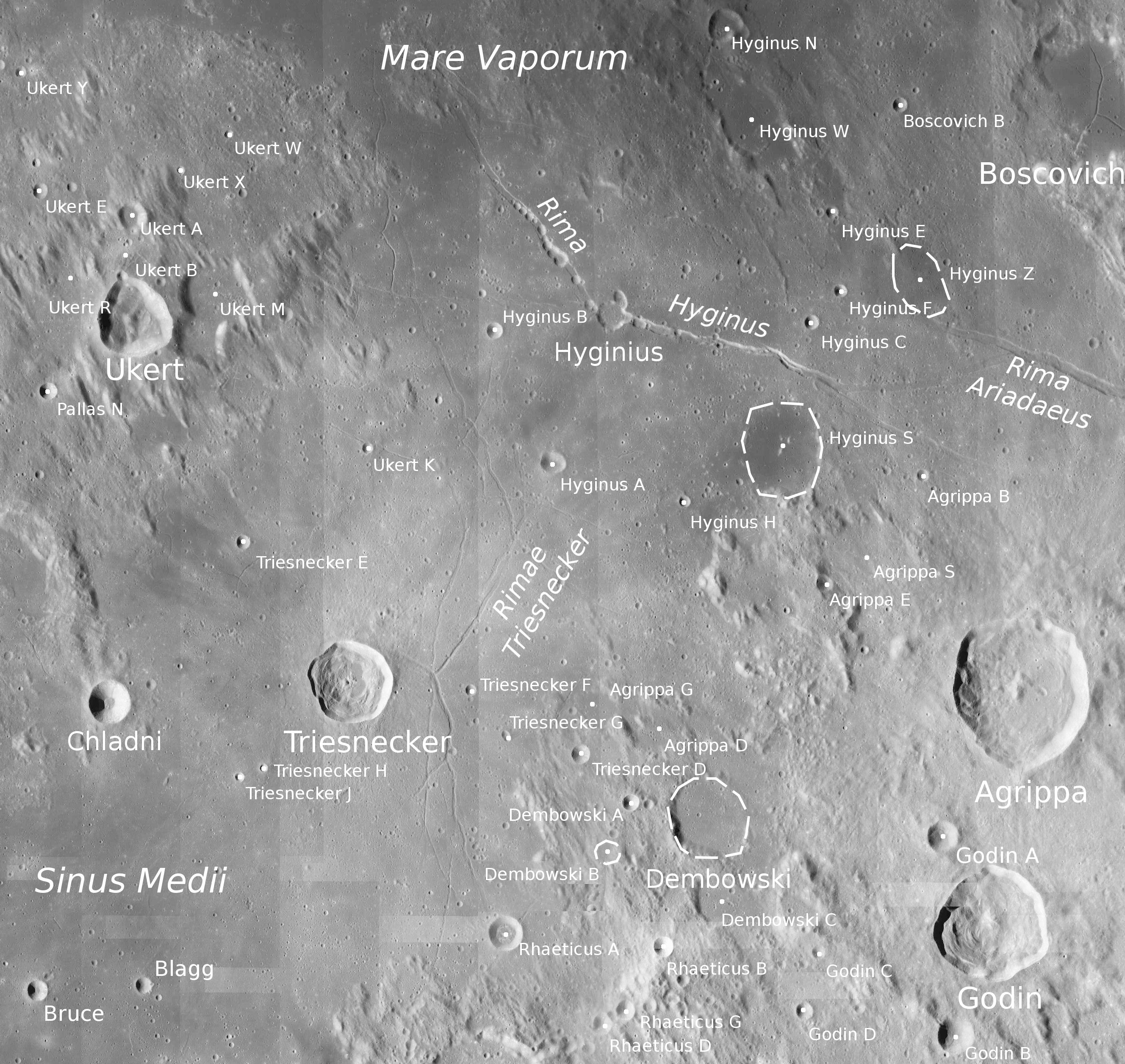
戈丁陨石坑周边图，月球勘测轨道飞行器拍摄。

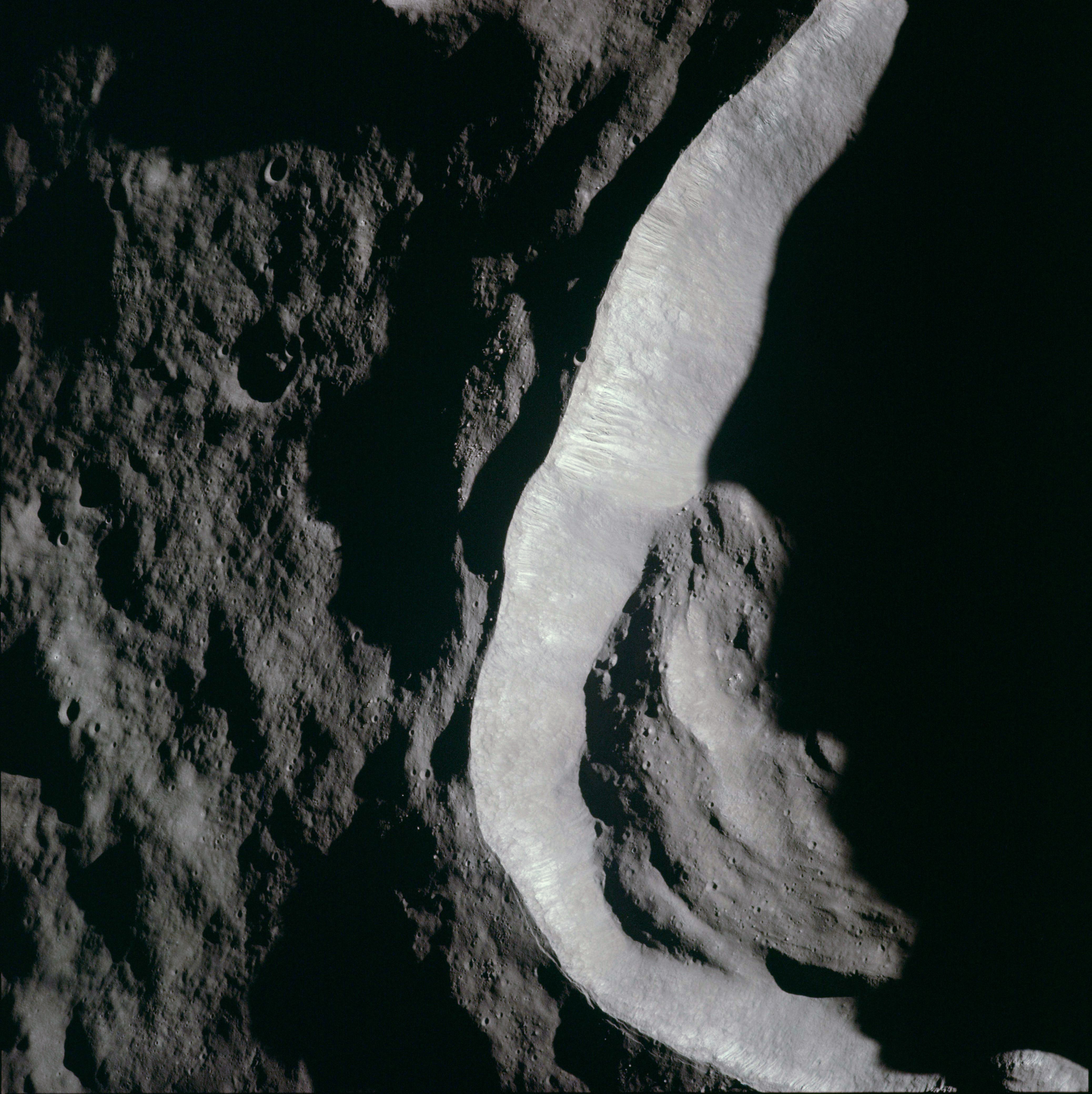
阿波罗10号拍摄的西侧壁特定

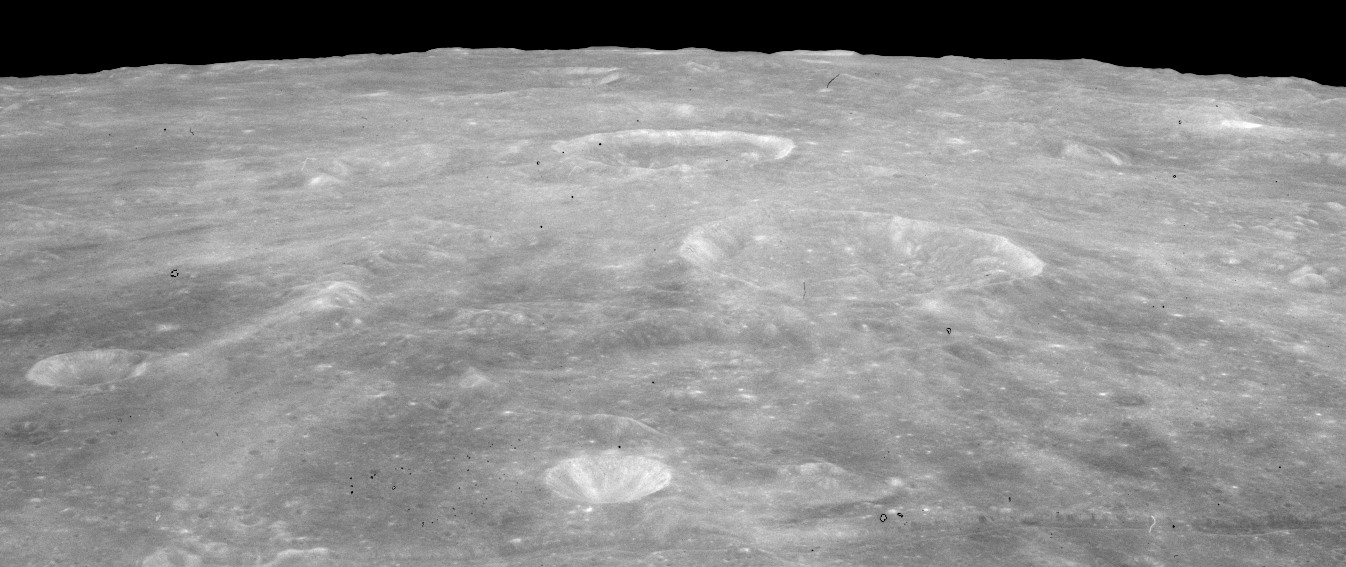
阿波罗15号拍摄的南向斜视图，图中中上显示带有射纹线的戈丁陨石坑，中右为阿格里巴环形山。

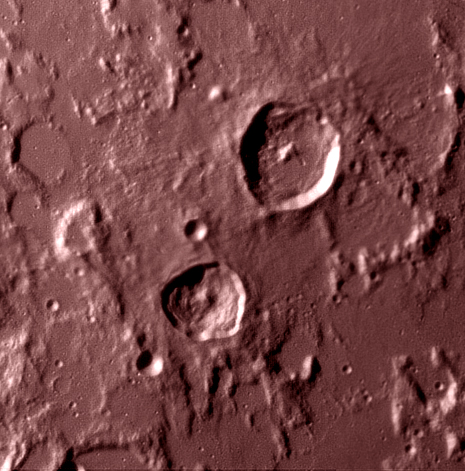
戈丁陨石坑（下）和阿格里巴环形山（上）

该月坑西北偏西毗邻登博夫斯基陨石坑、北面坐落着阿格里巴环形山、已损毁的坦普尔陨石坑位于东北、东侧靠近德亚瑞司特陨石坑；它的东南偏东为大塞翁陨石坑、南面是已被填没的拉德环形山残迹、而西南偏南方则有雷蒂库斯陨石坑。陨坑东、西二面分别是静海和中央湾。其中心月面坐标为1°49′N 10°10′E / 1.82°N 10.16°E，直径34.3公里，深度3.2公里。
戈丁陨石坑外形轮廓略呈梨形，南侧边缘较北侧更宽，内壁坡有阶地结构，侧壁平均高出周边地形960米，坑内体积约820公里³。坑内地表崎岖，较周围反照率更高；中部偏北矗立着一座较坑底高1648米中央峰。环陨坑围绕着一束微弱的射纹线，延伸约375公里，正是这一射纹系统，戈丁陨石坑被归类为哥白尼系统的一部分。
戈丁陨石坑的坡壁亮度在施罗特亮度表中的明暗等级为8°。
戈丁陨石坑已被月球和行星观测协会（ALPO）列入《带有明亮射纹系统的撞击坑列表》。
路易斯·戈丁1704年2月28日出生于法国巴黎，1760年9月11日在西班牙加的斯去世，生前曾在秘鲁、西班牙、葡萄牙和法国工作过。

## 卫星陨石坑
按照惯例，最靠近戈丁陨石坑的卫星坑在月图上以字母标注在该坑中心点的旁边。

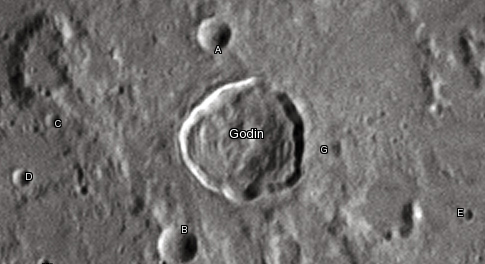
戴维·坎贝尔图片.

| 戈丁 | 纬度   | 经度    | 直径    |
| ---- | ------ | ------- | ------- |
| A    | 2.7° N | 9.7° E  | 9 公里  |
| B    | 0.7° N | 9.8° E  | 12 公里 |
| C    | 1.5° N | 8.4° E  | 4 公里  |
| D    | 1.0° N | 8.3° E  | 5 公里  |
| E    | 1.7° N | 12.4° E | 4 公里  |
| G    | 1.9° N | 11.0° E | 7 公里  |